# Torre de Santa María
Pour l’article homonyme, voir Torre de Santa María (pics d'Europe).
Torre de Santa María est une commune de la province de Cáceres dans la communauté autonome d'Estrémadure en Espagne.